# (15614) Pillinger
(15614) Pillinger (2000 GA143) – planetoida z pasa głównego asteroid okrążająca Słońce w ciągu 5,17 lat w średniej odległości 2,99 j.a. Odkryta 7 kwietnia 2000 roku.